# Крюгер, Джон-Генри
Джон-Генри Крюгер (англ. John-Henry Krueger; род. 27 марта 1995, Питтсбург, Пенсильвания) — венгерский шорт-трекист американского происхождения. Серебряный призёр Олимпийских игр 2018 года на дистанции 1000 метров и бронзовый призер Игр 2022 года в смешанной эстафете. Победитель чемпионата США по шорт-треку на дистанциях 500, 1000 и 1500 метров.

## Карьера
Джон-Генри начал кататься на коньках в конькобежном клубе Питтсбурга вместе со своим старшим братом Коулом, когда ему было 5 лет. Его мать Хайди, тренер по фигурному катанию, следуя советам Эрик Флейма, дважды в неделю возила сыновей в Вашингтон, для дополнительных тренировок.
В январе 2010 года на юниорском чемпионате мира в Тайбэе занял 6-е место в эстафете. В 2011 они с братом отправились в Солт-Лейк-Сити и стали тренироваться у Чжэ Су Джуна. В феврале на чемпионате мира среди юниоров в Курмайоре занял 24-е место в индивидуальном зачёте и 7-е место в эстафете. В феврале 2012 года на Кубке мира в Москве он занял 2-е место в беге на 1500 м, а в Херенвене стал 4-м.
В том же феврале на чемпионате мира среди юниоров в Мельбурне завоевал бронзовые медали в беге на 1500 м и в эстафете, а в личном зачёте многоборья занял 4-е место. В октябре на Кубке мира в Калгари занял 3-е место в беге на 500 м. В феврале 2013 года на чемпионате мира среди юниоров в Варшаве занял 48-е место в общем зачёте и 4-е в эстафете.
В ноябре 2013 года на Кубке мира в Турине он выиграл серебро в беге на 1500 м. Джон-Генри претендовал на попадание в олимпийскую сборную в 2014 году, но заболел свиным гриппом перед олимпийскими испытаниями и не смог отобраться на Олимпиаду 2014 года. После Крюгер отправился в Корею, где воссоединился с Джангом. На Кубке мира в сезоне 2014/15 годов выиграл впервые на дистанции 500 м в Солт-Лейк-Сити, в Монреале занял 3-е место, и в Шанхае поднялся на 3-е место в беге на 1500 м и 2-е в беге на 500 м.
В 2015 году он стал членом сборной США по шорт-треку и в марте на чемпионате мира в Москве занял в эстафете с партнёрами 8-е место, а в многоборье занял 22-е место. На Кубке мира в сезоне 2015/16 он не смог подняться на подиум в индивидуальных гонках, но в эстафете, в феврале 2016 года занял 3-е место. На чемпионате мира в Сеуле в марте 2016 года Джон-Генри занял 7-е место в эстафете и 13-е место в индивидуальном зачёте.
В ноябре 2016 года на этапе Кубка мира в Солт-Лейк-Сити выиграл бронзу в беге на 1500 м, и в Канныне и в Дрездене он занимал 4-е место на этой дистанции. В марте 2017 года на чемпионате мира в Роттердаме он выступил неудачно и занял только 44-е место в общем зачёте. В 2017 году он переехал в Нидерланды, в маленький городок Херенвен, где тренировался у тренера Йеруна Оттера.
В ноябре 2017 года, Крюгер в составе эстафетной команды (Джон Сельски, Томас Хон и Кит Кэрролл-мл.) установил мировой рекорд в эстафете — 6:29,052 с. Крюгер одержал победу в мужских забегах на 500, 1000 и 1500 метров на отборочных соревнованиях олимпийской сборной США.
На Олимпийских играх принял участие в трёх личных дисциплинах, в забегах на дистанции 500, 1000 и 1500 метров, став серебряным призёром Игр на дистанции 1000 метров. В эстафете занял 5-е место. В марте на чемпионате мира в Монреале занял в индивидуальном зачёте 17-е место. После Олимпийских игр 2018 года, в связи с невозможностью продолжения оплаты своей тренировочной деятельности, вместе со своим братом Коулом сменил спортивное гражданство на Венгерское.
В октябре 2019 года Крюгер получил травму, и пропустил первые этапы Кубка мира. В январе 2020 года на чемпионате Европы в Дебрецене занял 4-е место в эстафете. В феврале на Кубке мира в Дрездене он выиграл в смешанной эстафете, и 3-е место в беге на 1500 м, после чего все соревнования были отменены из-за пандемии коронавируса.
В 2021 году на чемпионате Европы в Гданьске выиграл две серебряные медали в беге на 1000 м и в эстафете. В марте на чемпионате мира в Роттердаме также завоевал с командой серебряные медали в эстафете. В сезоне 2021/22 на Кубке мира в Пекине Джон-Генри занял 2-е место в беге на 500 м и в эстафете, в Дебрецене поднялся на 3-е место в эстафете и в Дордрехте выиграл два серебра в беге на 1000 м и в смешанной эстафете.
На XXIV зимних Олимпийских играх в феврале 2022 года в Пекине, в первый день соревнований 5 февраля 2022 года в составе смешанной эстафетной команды завоевал бронзовую олимпийскую медаль.